# Местные выборы в Беларуси (2014)
Выборы в местные Советы депутатов Республики Беларусь 27-го созыва прошли 23 марта 2014 года. На места в 1328 Советах депутатов будет избрано 18 816 представителей. Кроме того, одновременно в Гомельском-Новобелицком избирательном округе № 36 состоялись выборы одного депутата Палаты представителей Национального собрания Республики Беларусь — перед парламентскими выборами 2012 года провластный кандидат был снят с выборов, а единственный оставшийся кандидат не сумел заручиться необходимой поддержкой.
Выборы проходят по мажоритарной системе.
Последний раз значимое представительство независимых от исполнительной власти депутатов в Советах было после местных выборов 2003 года — тогда в советах было избрано много депутатов от оппозиционных партий ОГП, БНФ, Грамады. После этого, на выборах 2007, 2010, 2014 годов в советы избирались лишь единичные депутаты от оппозиции.

## Общая информация
Указ о проведении выборов был подписан Александром Лукашенко 16 декабря 2013 года. 17 декабря Центризбирком утвердил смету расходов на выборы в 100 миллиардов рублей (10,5 миллионов долларов), причём 60% суммы пойдёт на выплаты членам избирательных комиссий; расходы на довыборы депутата в Гомеле утверждены в размере 1,25 миллиарда рублей (130 тысяч долларов).
Из 18 816 депутатов 1328 местных Советов депутатов большинство будет представлять сельские советы:
- Сельские советы — 1160 советов и 13 638 мест;
- Поселковые советы — 19 советов и 237 мест;
- Советы городов районного подчинения — 14 советов и 248 мест;
- Советы городов областного подчинения — 10 советов и 368 мест;
- Районные советы — 118 советов и 3913 мест;
- Областные советы и Минский городской совет — 7 советов и 412 мест[4].

За неделю до подписания указа о проведении выборов, 8 декабря 2013 года, вступили в силу поправки в избирательное законодательство, и новые выборы пройдут в соответствии с новыми правилами. В частности, отныне будет запрещена агитация за бойкот выборов, а кандидаты должны будут печатать агитационные материалы за собственные средства, которые, впрочем, ограничиваются в зависимости от уровня совета, 1,3 или 3,9 миллионами рублей (135$ или 405$).

## Выдвижение кандидатов. Предвыборная кампания

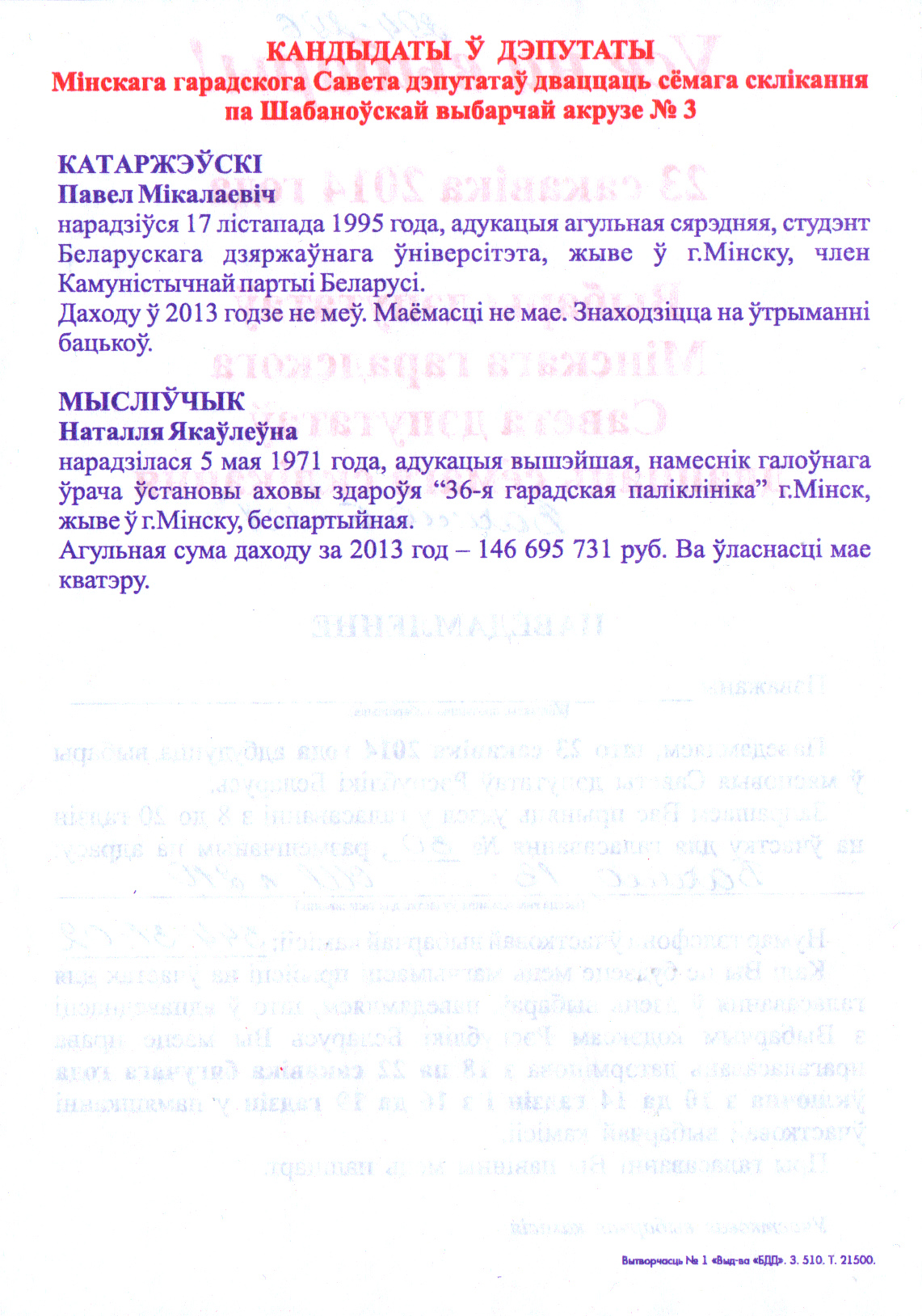
Обратная сторона приглашения, рассылаемого по почте. Список кандидатов по Шабановскому избирательному округу №3 города Минска.

Выдвижение кандидатов в депутаты началось 12 января 2014 года и продолжалось до 10 февраля. Регистрация кандидатов проходила с 11 по 20 февраля; после её окончания начиналась агитационная кампания, которая длится до 22 марта. Досрочное голосование будет проводиться с 18 по 22 марта.
На 18 816 мест было подано 23 799 заявлений, из которых было одобрено 22 784. Таким образом, в среднем на одно место в целом по Беларуси приходится 1,2 кандидата. Самая низкая конкуренция — на места в сельсоветах и поселковых советах (1,1 кандидата на место), чуть выше — в советы городов районного подчинения (1,2) и районные советы (1,3). В остальных советах конкуренция значительно выше: в советы городов областного подчинения — 2,1, в областные советы — 2,3. Наибольшая конкуренция наблюдается в Минске, где на места в 57 избирательных округах поступило 345 заявлений и прошло регистрацию 270 человек — 4,7 кандидата на одно место.
В 80% округов голосование будет безальтернативным.
63,8% кандидатов в депутаты выдвинуто гражданами с помощью сбора подписей, 32,7% — трудовыми коллективами, 3,4% — политическими партиями. Из партий больше всего кандидатов выдвинули Коммунистическая партия Беларуси (277), Либерал-демократическая партия Беларуси (159), Белорусская партия левых «Справедливый мир» (119), Объединённая гражданская партия (111), Республиканская партия труда и справедливости (51), Белорусская социал-демократическая партия (Громада) (50) и Партия БНФ (35).
47,3% кандидатов являются действующими депутатами местных советов, число женщин среди кандидатов — 46,3%, граждан моложе 30 лет — 5,2%. Наибольшее число кандидатов работают в социальной сфере (образование, культура, наука, здравоохранение) — 28,2% и сельском хозяйстве — 22,7%. В органах государственного управления и государственных учреждениях работает 11,8% кандидатов, в промышленности, транспорте и строительстве — 9,7%. Среди кандидатов в Минский городской совет, однако, 24,1% представляют социальную сферу, 20,7% — промышленность, транспорт и строительство, 16,3% — предпринимателей.
В Гомельском-Новобелицком избирательном округе №36 на единственное место в депутаты Палаты представителей претендуют 7 кандидатов.
Согласно Закону «О статусе депутата местного «совета депутатов» депутат «совета» ответствен перед избирателями и им подотчётен. Депутат совета обязан периодически, но не реже двух раз в год отчитываться перед избирателями о своей деятельности и ходе выполнения предвыборной программы.

## Ход голосования. Явка избирателей
За 18-21 марта проголосовало досрочно 24,92% белорусов. По мнению правозащитников и независимых наблюдателей, на местных выборах практикуется принуждение к досрочному голосованию студентов, работников государственных учреждений и военнослужащих.
Всего в выборах, включая досрочное голосование, приняло участие 5 591 103 человека, или 77,3% избирателей.

## Происшествия и события
- После окончания регистрации кандидатов в депутаты один из кандидатов умер, после чего в его округе не осталось ни одного претендента[7].

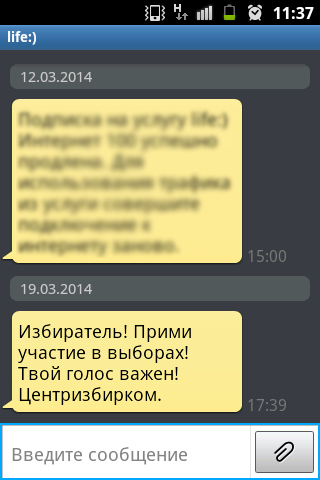
Внизу — СМС-сообщение от провайдера с приглашением проголосовать на выборах от имени Центризбиркома.

- 19 марта Центризбирком начал рассылать СМС-сообщения с призывом прийти на выборы через всех трёх операторов мобильной связи (см. справа)[11].
- На выборах в Брестский горсовет были напечатаны бюллетени без выходных данных[12].
- В Логойске независимого наблюдателя, прошедшего аккредитацию, не допустили на участок[13].
- 21 марта в Минске возле станции метро «Тракторный завод» был задержан и доставлен в Партизанской РУВД кандидат от Объединённой гражданской партии, раздававший приглашения на легальную встречу с избирателями[14].
- В Пинске призывы прийти на выборы были размещены на банкоматах[15].
- В Микашевичах Брестской области независимому кандидату запретили проводить встречу с избирателями в единственном одобренном для этого месте. Запрет наложил председатель Микашевичского горисполкома, который сам участвует в этих же выборах[16].
- 16 марта в Минске возле Комаровского рынка задержали 9 участников предвыборного пикета: по версии правоохранительных органов, они призывали к бойкоту выборов. Участвовавший в акции председатель Объединённой гражданской партии Анатолий Лебедько, был приговорён к 15 суткам ареста (10 за «нарушение порядка проведения массовых мероприятий», 5 за «мелкое хулиганство»), четверо других участников — к 10 суткам ареста (только за «нарушение порядка проведения массовых мероприятий»), ещё двое — к штрафам[17].

## Итоги
Выборы состоялись в 18 809 округах, ещё в семи округах будут назначены перевыборы: в трёх округах ни один кандидат не набрал большинства голосов, в четырёх округах выборы не проводились из-за отсутствия кандидатов.
Успеха добились 4 пропрезидентские партии. Белорусская аграрная партия (6), Белорусская социально-спортивная партия (2), Коммунистическая партия Беларуси (206), Республиканская партия труда и справедливости (34).
Белорусская аграрная партия   6 депутатов   (это  0,03 процента от общего числа.)
Белорусская социально-спортивная партия   2 депутата   (0,01 процента от общего числа.)
Коммунистическая партия Беларуси   206 депутатов    (1,1 процента от общего числа.)
Республиканская партия труда и справедливости   34 депутата     (0,2 процента от общего числа.)
| Партия | Выдвинула кандидатов | Кол-во избранных депутатов |
| --- | -------------------- | -------------------------- |
| Либерально-демократическая партия                                                                                 | 125                  | 0                          |
| Объединённая гражданская партия                                                                                   | 67                   | 0                          |
| Партия БНФ | 42                   | 0                          |
| Коммунистическая партия Беларуси                                                                                  | 308                  | 206                        |
| Белорусская партия левых «Справедливый мир»                                                                       | 85                   | 0                          |
| Белорусская социал-демократическая партия (Грамада)                                                               | 44                   | 0                          |
| Республиканская партия труда и справедливости                                                                     | 64                   | 34                         |
| Белорусская патриотическая партия https://web.archive.org/web/20170522190723/http://xn--80adikeitciwjq.xn--90ais/ | 3                    | 0                          |
| Белорусская партия «Зелёные»                                                                                      | 0                    | 0                          |
| Консервативно-Христианская Партия - БНФ                                                                           | 0                    | 0                          |
| Партия «Белорусская социал-демократическая Грамада»                                                               | 0                    | 0                          |
| Социал-демократическая партия Народного Согласия                                                                  | 3                    | 0                          |
| Республиканская партия                                                                                            | 0                    | 0                          |
| Белорусская аграрная партия                                                                                       | 6                    | 6                          |
| Белорусская социально-спортивная партия                                                                           | 3                    | 2                          |
| Партия свободы и прогресса                                                                                        | 0                    | 0                          |
| Партия Белорусская Христианская Демократия                                                                        | 0                    | 0                          |
| Белорусская партия трудящихся                                                                                     | 0                    | 0                          |
| Белорусская социал-демократическая партия (Народная Грамада)                                                      | 0                    | 0                          |

## Оценки
- 18 марта Партия БНФ выступила с промежуточной оценкой выборов, указав на ряд нарушений при их проведении:

«...изъятие агитационных печатных материалов кандидатов; ненадлежащее изготовление агитационных печатных материалов; безосновательное задержание лиц, ведущих агитацию, в том числе самих кандидатов; препятствование в использовании оппозиционными кандидатами средств массовой информации; распространение избирательными комиссиями не соответствующих действительности сведений о наличии у кандидатов судимости, в том числе публикация клеветнических сведений о кандидатах, которые судимости не имеют; необоснованная отмена регистрации кандидатов, а также безосновательные отказы в регистрации кандидатов»
- 20 марта независимые наблюдатели кампании «Правозащитники за свободные выборы» отметили принуждение к голосованию с использованием административного ресурса, значительное (на некоторых участках — десятикратное) несоответствие явки избирателей на досрочное голосование в протоколах с реальными наблюдениями, а также препятствование деятельности наблюдателей[19].
- Общественная кампания «Право выбора» заявила о массовых манипуляциях, касающихся явки избирателей, о непрозрачности подсчёта голосов и о нарушениях процедуры голосования[20].
- Представители кампании «Наблюдение за выборами: теория и практика» заявили о множестве нарушений в процессе выборов[10].
- Независимые наблюдатели неоднократно регистрировали значительное (до 500 человек) превышение протокольной явки избирателей по сравнению с реальной[21].